# アスベル
アスベル株式会社（英: ASVEL Co. Ltd.）は、奈良県大和郡山市に本社を置く合成樹脂による日用品の企画・製造・販売をおこなう企業である。
コーポレート・メッセージは「暮らしづくりをお手伝い」

## 会社概要
自社が保有する「ユニックスウェア（unix ware）」「レア（REA）」「ポゼ（POSE）」等のブランドによるキッチン用品及びリビング用品、サニタリー用品の製造販売をおこなう。全般的にホームセンターなどでの取り扱いが高く、またキッチン用品としての知名度も非常に高い。
同社の社名でもあるアスベルは、”ASCENDING LEVEL”（上昇する水準）に由来しており、2つの単語からなる造語でもある。
同社が本社を置く奈良県大和郡山市は、米・ボーデン社が保有していたことで知られるブランド「Lustroware（ラストロウェア）」のシールウェアで知られる岩崎工業が本社を置くようにプラスチック成形製品の盛んな地としても、その名を知られている。